# Monstera obliqua
Monstera obliqua là một loài thực vật có hoa trong họ Ráy (Araceae). Loài này được Miq. mô tả khoa học đầu tiên năm 1845.

## Hình ảnh

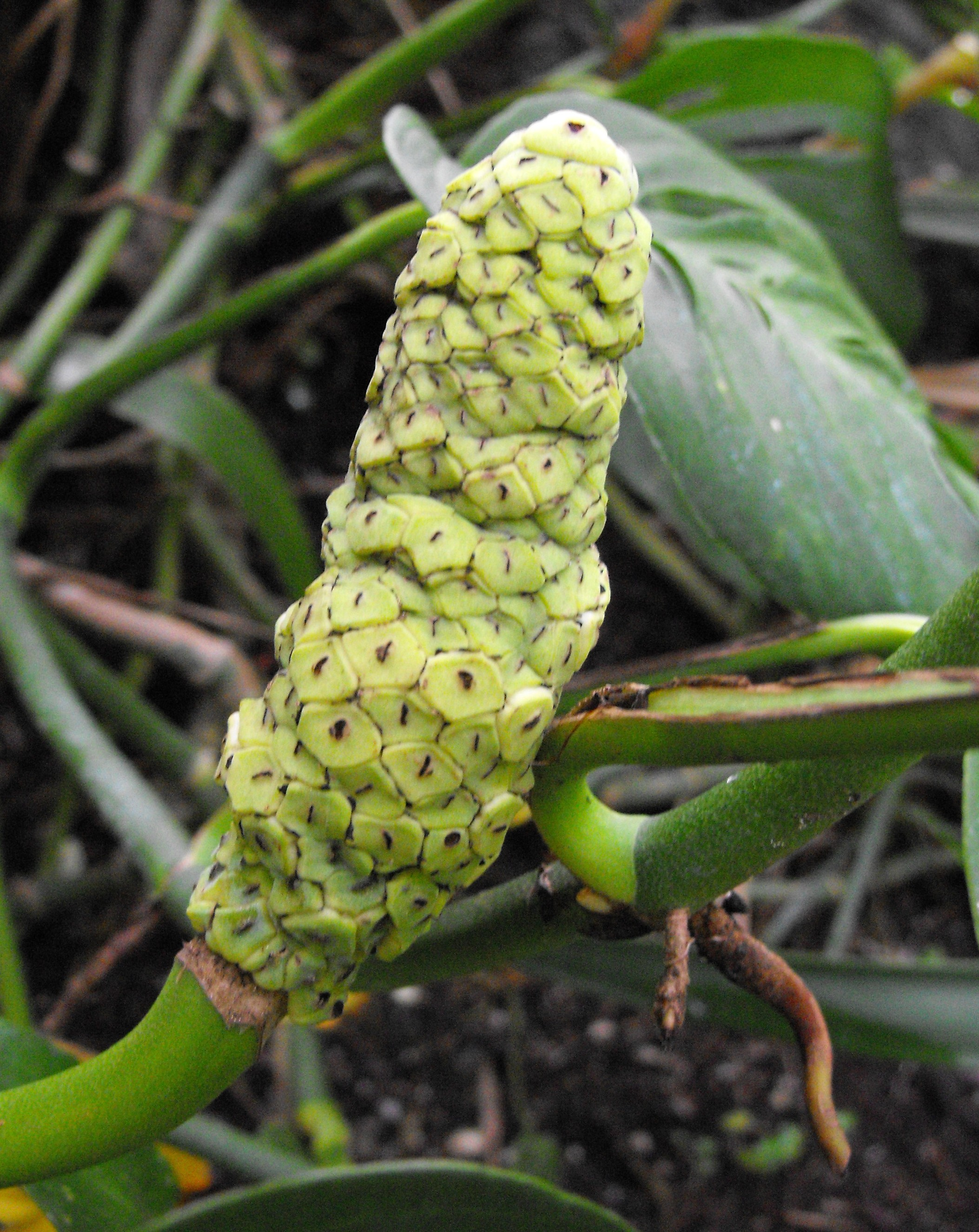
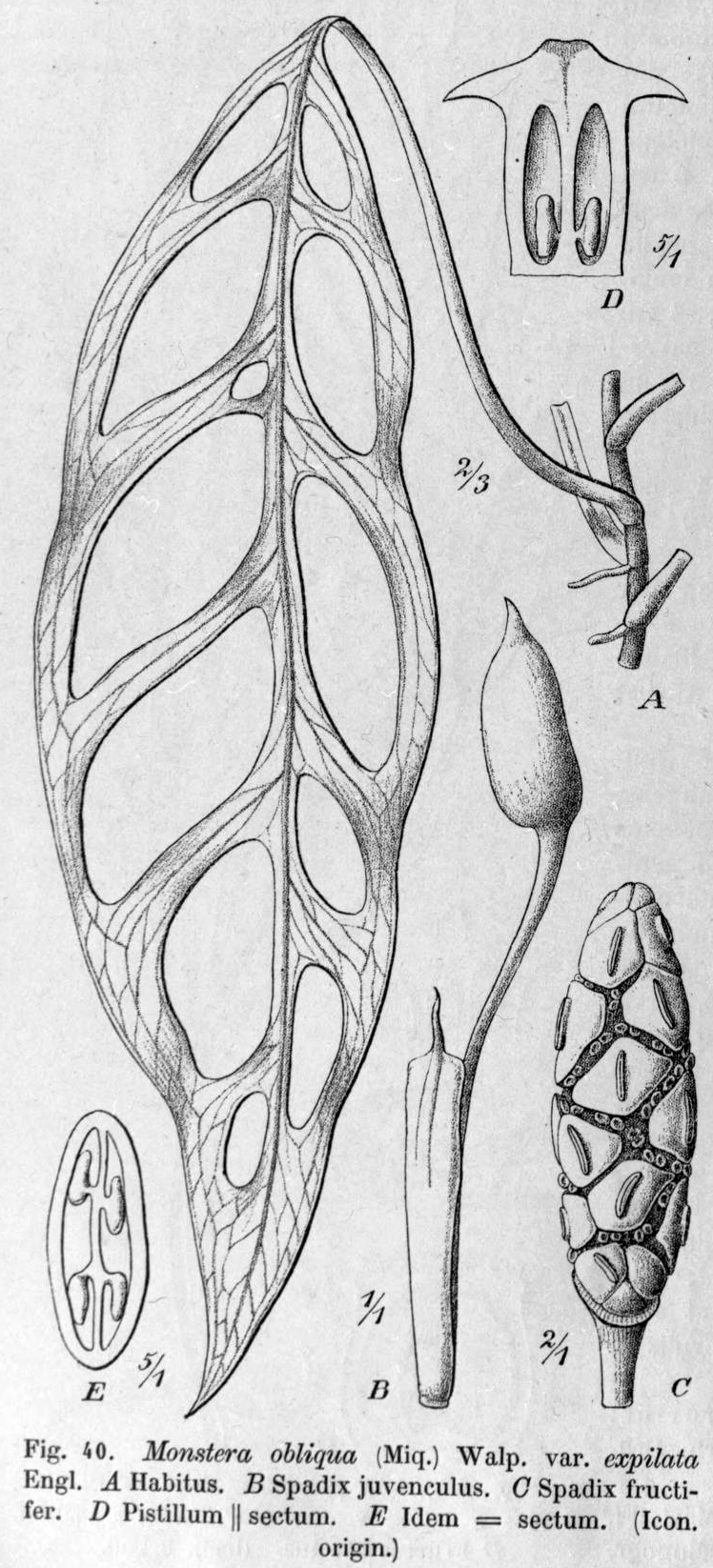